# Abbaye territoriale Sainte-Marie de Grottaferrata
L'abbaye territoriale Sainte-Marie de Grottaferrata (en latin : abbatia territorialis Beata Mariae Cryptaeferratae ; en italien : abbazia territoriale di Santa Maria di Grottaferrata) est une église particulière de l'Église catholique en Italie. Son siège est le monastère exarchique catholique de rite byzantin sis à Grottaferrata, près de Frascati, dans le Latium (Italie). Fondé par Saint Nil en 1004, le monastère suit la règle de saint Basile.

## Histoire
Venant de Calabre, qui faisait alors partie de l’empire byzantin - et donc de langue et culture grecques - Nil de Rossano obtient du comte de Tusculum des terres dans le Latium pour y fonder un monastère, comme il l’avait fait dans sa Calabre natale. En 1004, soit 50 ans avant la séparation entre l'Église d'Occident et l'Église d'Orient en 1054 (Grand schisme d'Orient) Nil et ses moines s’installent sur l’emplacement d’une ancienne villa romaine.
La construction du monastère et de son église commence sans tarder mais saint Nil meurt peu après. Son disciple Saint Bartholomé continue l’œuvre. L’église est achevée en 1024 ; elle est consacrée par le pape Jean XIX le 17 décembre 1024 qui la dédie à Sainte Marie, mère de Dieu. 
L’abbaye est souvent saccagée par des armées de provenance diverses. En 1241 l’empereur Frédéric II du Saint-Empire l’occupe avec ses troupes. Cela dure deux ans. Le monastère est ruiné. 
La situation ne s’améliore qu’avec l’arrivée (1462) du premier abbé commendataire le Cardinal Bessarion, homme de grande culture et amateur de lettres grecques, qui prend effectivement l’abbaye sous sa protection. Le second n’est autre que le cardinal Giuliano della Rovere, le futur pape Jules II, architecte de la Renaissance. En 1483 le cardinal fait construire un mur de fortifications autour de l’abbaye. Ainsi, de premier abord, elle ressemble plutôt à une citadelle.
Durant le XIXe siècle, l’abbaye passe par des moments difficiles. L’abbé Riva qui dénonce auprès de l’évêque de Frascati le climat de tension qui règne dans son abbaye est blessé dans un attentat à sa vie le 3 novembre 1833. Ce qui provoque l’intervention du pape qui nomme l’évêque de Frascati (cardinal Mario Mattei) visiteur apostolique, L’abbaye reste sous ce régime jusqu’en 1869.
Le 26 septembre 1937, le pape Pie XI élève le monastère au rang de monastère exarchique nullius, ce qui équivaut à être une abbaye territoriale.

## Calligraphie et bibliothèque
Nil de Rossano était un calligraphe de grand talent. Il est également à l’origine d’un système d’abréviations (tachygraphie) et de calligraphie qui est connue sous le nom d’école de Saint Nil’. Trois manuscrits originaux de Saint Nil sont conservés à l’abbaye. Saint Nil forme ses moines à cet art qui au fil des siècles donne une grande réputation au monastère de Sainte-Marie. 
Jusqu'à la fin du XIIIe siècle les moines de Saint Nil sont principalement scribes. Ils écrivent et copient des livres liturgiques et autres. Avec les acquisitions faites, les héritages et les échanges de manuscrits la bibliothèque devient une des plus riches d’Italie. Certains passent également dans les bibliothèques romaines, celles du Vatican et de l’Angélique.
En 1873 la bibliothèque (avec les bâtiments du monastère) fut confisquée par le nouveau gouvernement italien. Ils restent cependant en dépôt à l’abbaye.  Aujourd’hui l’abbaye compte encore 1098 Manuscrits (grecs et latins), des centaines d’incunables et quelque 50 000 livres imprimés anciens. La bibliothèque de la communauté monastique compte, séparément, 20 000 volumes.

## Église abbatiale
Consacrée en 1024, l’église a été reconstruite en 1754. Le campanile de style roman est du XIIe siècle. Le portique est également ancien : quatre gracieuses colonnes soutiennent l’architrave. On passe alors dans le narthex où se trouve le baptistère. Les fonts baptismaux sont une œuvre d’art byzantine du XIe siècle. Le bas-relief illustre le passage symbolique d’un homme dénué de ses habits (i.e. de ses péchés) à la nouvelle vie en le Christ grâce à la ‘traversée’ des eaux du baptême.
Du narthex on passe dans la nef de l’église par un portail au-dessus duquel se trouve une grande mosaïque représentant le Christ entouré de la vierge Marie et Saint Jean. La figure de moindre dimension aux pieds du Christ est sans doute Saint Bartholomé, disciple et premier successeur de Saint Nil. 
Une fois entré dans la nef on est frappé de la différence de style. En 1754, lors de la reconstruction un style baroque est super imposé. Les murs et leurs fresques sont recouverts de plâtre et motifs baroques. Le sol, aux dessins polychromes cosmatiques du XIIIe siècle est reste intact, cependant.
L’iconostase, séparant le sanctuaire du reste de l’église (une particularité des églises où se célèbrent les liturgies orientales), a été dessiné par le Bernin et réalisé par son disciple Giorgetti. Au milieu de l’iconostase se trouve l’icône de la Mère de Dieu, la Theotokos.

## Communauté monastique
L'ordre Basilien italien de Grottaferrata (Ordo Basilianus Italiae, seu Cryptoferratensis) Le territoire du monastère constitue à lui tout seul un diocèse, dont dépendent deux autres maisons en Italie
Les moines du monastère sont catholiques de rite gréco-byzantin et appartiennent à l’ordre monastique basilien. Grottaferrata est le dernier des nombreux monastères byzantins qui existaient en Italie jusqu’à la fin du XIe siècle. Sa particularité est d’être resté à la fois gréco-oriental, survivant à de fréquentes tentatives de latinisation, et par ailleurs fidèlement attaché au siège de Rome alors que toute leur tradition religieuse et culturelle les rapproche de l’église grecque orthodoxe.